# Rotterdam van A tot Z

## A
Ahmed Aboutaleb -
Agniesebuurt - 
Afrikaanderwijk - 
Ahoy' - 
Albert Schweitzerplantsoen -
Algemeen Dagblad - 
Algemene Begraafplaats Crooswijk -
Algemene Begraafplaats Hofwijk -  
Nicolaas Apeldoorn - 
Apollo

## B
Basisplan voor de Wederopbouw van Rotterdam - 
Bedrijventerrein Rotterdam Noord-West - 
Begraafplaats Charlois -
Begraafplaats Crooswijk -
Begraafplaats Hoek van Holland - 
Begraafplaats Hofwijk -
Begraafplaats Oud Kralingen -
Begraafplaats St. Laurentius -
Belasting & Douane Museum -
Beneluxtunnels (1e en 2e) - 
Bergpolder - 
Bergpolderflat - 
Bergse Plassen -
Bergsingelkerk - 
Bergsluis - 
Bergwegziekenhuis -
Bethesdaziekenhuis (Rotterdam) - 
Beukelsbrug - 
Beukelsdijk - 
Beursplein -
Beurstraverse - 
Beurs World Trade Center Rotterdam -  
Beverwaard - 
Bibliotheektheater Rotterdam - 
De Bijenkorf - 
Binnenhaven - 
Binnenhof (sneltramhalte) - 
Binnenhoftoren - 
Binnenrotte -
Binnenweg - 
Blaak - 
Anna Blaman - 
Blijdorp - 
Blijdorp (metrostation) - 
Blijdorpse polder - 
Bloemhof - 
Herman Pieter de Boer - 
Boezembarakken
Bombardement op Rotterdam - 
Boomgaardshoek - 
Boompjes -
Bosdreef -
Botlek - 
Botlekbrug - 
Brainpark -
Van Brienenoordbrug - 
Bruggen over de Rotte -
Burgemeester Thomassentunnel

## C
Calandbrug -
Calandkanaal -
Capelsebrug - 
Carnisserbuurt -  
Ceintuurbaan (spoorlijn) - 
Circus Rotjeknor - 
Centraal Station -
Centrumraad -  
Chabot Museum - 
Charlois - 
Coolhaven - 
Coolsingel - 
Coolsingelziekenhuis - 
Crooswijk

## D
De Rotterdam -
Jules Deelder - 
Delfshaven - 
Delftsche Poort - 
Deo Cantemus - 
Diergaarde Blijdorp - 
Dijkzigt - 
De Doelen - 
Donnertheater - 
Johannes Drost -
De Dubbelde Palmboom - 
André van Duin

## E
Eemhaven - 
Roeiersvereniging Eendracht - 
Eendrachtsplein -
Erasmiaans Gymnasium - 
Desiderius Erasmus - 
Erasmusbrug - 
Erasmus MC - 
Erasmus Universiteit Rotterdam - 
De Esch - 
Eudokiaziekenhuis - 
Euromast - 
Europe Container Terminals - 
Europoort - 
Excelsior

## F
Feijenoord (stadsdeel) - 
Feijenoord (wijk) - 
Voetbalclub Feyenoord - 
Pim Fortuyn

## G
Gebouw Delftse Poort - 
Gemeente Rotterdam - 
Geschiedenis van Rotterdam -
Giessenbrug -
G.J. de Jonghweg -
's-Gravenweg - 
Groothandelsgebouw -
Goudsesingel

## H
Haringvliet - 
Haven van Rotterdam - 
Havenbedrijf Rotterdam N.V. - 
Havenspoorlijn - 
Havenspoorlijn Rotterdam West - 
Havenstraat -
Havenziekenhuis - 
HC Rotterdam - 
Heemraadlaan (metrostation) - 
Heemraadsplein - 
Heemraadssingel - 
Peter van Heemst -
Heemtuin
De Hef - 
Heijplaat - 
Hillegersberg - 
Hillegersberg-Schiebroek - 
Hillesluis - 
RVV Hillesluis -
Historisch Museum Rotterdam - 
Hoek van Holland -  
Hofplein - 
Hofpleinlijn - 
Hoge Brug (Overschie) - 
Hogeschool Rotterdam - 
Robert Holl - 
Holland-Amerika Lijn - 
Steven Hoogendijk - 
Hoogstraat -
Hoogvliet (metrostation) - 
Hoogvliet (stadsdeel) - 
Hordijkerveld - 
Hotel New York - 
Houweling Telecom Museum

## I
IJselhaven -
IJsselland Ziekenhuis - 
IJsselmonde (eiland) -
IJsselmonde (stadsdeel) -
Ikazia Ziekenhuis

## J
Jeugdtheater Hofplein - 
Gerrit de Jongh -
Joodse begraafplaatsen in Rotterdam

## K
Het Kasteel - 
Katendrecht -
Keilehaven - 
Kiefhoek - 
Knooppunt Kleinpolderplein - 
Kleiweg - 
Kolk - 
Koninginnebrug - 
Koningshaven - 
Willem de Kooning - 
Koopgoot - 
Kop van Zuid - 
Kortenoordsehaven -
Koushaven - 
Kralingen - 
Kralingen-Crooswijk - 
Kralingse Bos - 
Kralingseveer - 
Kreekhuizen - 
Kromme Zandweg - 
Kubuswoning - 
De Kuip - 
Kunsthal

## L
Laan op Zuid -
Lage Erfbrug - 
Het Lage Land - 
Sint Laurenskerk - 
Lekhaven - 
Leuvehaven - 
Leuvehaven (metrostation) -
Lijnbaan -
Liskwartier - 
Lombardijen - 
André van der Louw -
Luchtspoor - 
Luxor Theater

## M
Maasboulevard - 
Maasbruggen - 
Maashaven - 
Huig Maaskant - 
Maasstad Ziekenhuis - 
Maastunnel - 
Maasvlakte - 
Marconiplein -
Marconiplein (metrostation) - 
Maritiem Museum Rotterdam - 
Marnix Gymnasium - 
Rie Mastenbroek - 
Mathenesserbrug - 
Meent - 
Merwehaven - 
Metro - 
Metrolijn A -  
Metrolijn B -  
Metrolijn C -  
Metrolijn D -  
Metrolijn E -  
Montevideo (gebouw) - 
Coen Moulijn - 
Museum Boijmans Van Beuningen - 
Museumpark - 
Museum Rotterdam -
Rotterdamse Museumtrams

## N
Nationaal Onderwijsmuseum - 
Natuurhistorisch Museum Rotterdam - 
Nederlands Architectuurinstituut - 
Nesselande - Nieuwe Maas - 
New Orleans -
Nieuwe Waterweg - 
Nieuwe Westen - 
Noord - 
Noorderbrug - 
Noordereiland - 
Noorderkanaal - 
NRC Handelsblad

## O
Ommoord - 
Ommoordse veld -
Oogziekenhuis Rotterdam - 
Oosterflank - 
Oostplein - 
Oostplein (metrostation) - 
Oostzeedijk - 
Ivo Opstelten - 
Oranjeboom - 
Oranjeboomstraat -
Pieter Oud -
Oude Haven - 
Oude kerk (Charlois) -
Oude Noorden - 
Oud-Charlois - 
Oud-Mathenesse - 
Oud-IJsselmonde - 
Overschie

## P
Park - 
Parkhaven - 
Parkzicht -
Marco Pastors -
Pendrecht - 
Bram Peper - 
Pegasustoren -
Pernis - 
Perron Nul - 
Pieter de Hoochbrug - 
Lodewijk Pincoffs - 
Prins Alexander (stadsdeel) - 
Prins Alexanderlaan -
Prins Alexanderpolder - 
Prostitutie in Rotterdam - 
Protestantse Begraafplaats Charlois - 
Provenierswijk

## R
Sybold van Ravesteyn - 
Re-Play -
RET - 
Rijnhaven - 
Rijnhaven (metrostation) - 
Ring Rotterdam - 
Rochussenstraat - 
Romeynshof - 
Rooms-katholieke begraafplaats St. Laurentius - 
Willem Nicolaas Rose -  
Rotte - 
Rotterdam (gemeente) -
Rotterdam (stad) - 
Rotterdam-Noord -
Rotterdam-Oost -
Rotterdam-West - 
Rotterdam-Zuid - 
Rotterdam (V) -
Rotterdam (VI) -
Rotterdam Airport - 
Rotterdam Albrandswaard -
Rotterdam Centrum -
Rotterdam Rechter Maasoever - 
Rotterdams - 
Rotterdams Conservatorium - 
Rotterdams Philharmonisch Orkest - 
Rotterdamsch Lyceum - 
Rotterdamse kolentram -  
Rotterdamse Schouwburg -
RTM -
Ruwaard van Putten Ziekenhuis

## S
Scheepswerf De Delft - 
Schie - 
Schiebroek - 
Schiehaven - 
Het Schielandshuis - 
Schiemond (haven) - 
Schie-Schiekanaal - 
Schotse Zeemanskerk - 
Sint Clara Ziekenhuis - 
Sint Franciscus Gasthuis - 
Slinge (metrostation) - 
Villa Sonneveld - 
Ronald Sørensen -
Sophia Kinderziekenhuis - 
Spaanse Brug - 
Spaanse Polder -
Spangen - 
Sparta - 
Spido - 
Spoorbrug Delfshavense Schie - 
Spoorweghaven - 
Sportfondsenbad Noord (Rotterdam) - 
Sprookjesstad - 
Stadhuis van Rotterdam - 
Stadhuis (metrostation) -
Stadsdriehoek -  
Stadsregio Rotterdam - 
Station Alexander - 
Station Bergweg - 
Station Blaak - 
Station Centraal - 
Station Delftse Poort - 
Station Hofplein - 
Station Kleiweg - 
Station Noord - 
Station Wilgenplas -

## T
Tarwewijk - 
Technicon-complex - 
Terminal Europoort West -
Wim Thomassen - 
Tram -
Tramlijn 1 - 
Tramlijn 2 -
Tramlijn 3 - 
Tramlijn 4 - 
Tramlijn 5 - 
Tramlijn 7 -   
Tramlijn 8 - 
Tramlijn 10 - 
Tramlijn 20 - 
Tramlijn 21 -
Tramlijn 23 - 
Tramlijn 25 - 
Tramlijn 29 - 
Tuindorp Vreewijk
Tunneltraverse -  
Tussenwater (metrostation)

## V
Van Dam-Ziekenhuis - 
Veerhaven - 
De verwoeste stad - 
Victoria (hockeyclub) - 
Villa Zebra - 
Hans Visser (predikant) - 
Vliegveld Waalhaven - 
Vlietland Ziekenhuis -
Vondelingenplaat - 
Vreewijk - 
Vroesenpark

## W
Waalhaven - 
Gerard van Walsum - 
Wagenveer - 
Weena - 
Wereldmuseum -
Westblaak -  
Westersingel -
Westzeedijk - 
Wielewaal - 
Wilhelminakade -
Wilhelminapier -
Wilhelminaplein - 
Wilhelminaplein (metrostation) - 
Willem de Kooning Academie - 
Willemsbrug - 
Willemsspoorbrug - 
Willemsspoortunnel - 
Winkelcentrum Zuidplein - 
Witte Dorp - 
Witte Huis-
Willemskade - 
Willemswerf -
Wollefoppenpark

## X Y Z
Zalmplaat (metrostation) - 
Zeehavenpolitie - 
Zestienhoven - 
Zestienhovensepolder - 
Zevenkamp -
Zuiderbegraafplaats (Rotterdam) - 
Zuiderziekenhuis - 
Zuidplein (metrostation) - 
Zuidwijk